# Šepulje
Šepulje je gručasto naselje na Krasu v Občini Sežana Ležijo med Križem in Tomajem, ob cesti, ki se v Križu odcepi proti Dobravljam.
V okolici so obsežni vinogradi, kjer pridelujejo teran. Kilometer jugovzhodno od vasi je na samem gotska cerkev sv. Antona. Legenda pravi, da so imeli Turki na lokaciji te cerkve privezane konje, ko so ropali po Krasu. 
V naselju ima podjetje Kras iz Sežane pršutarno.